# Le Marmiton
Le Marmiton (The Stewmaker) est le quatrième épisode de la première saison de la série policière américaine Blacklist. L'épisode a été diffusé aux États-Unis sur NBC le 14 octobre 2013.

## Résumé
Elizabeth témoigne contre le seigneur de la drogue Hector Lorca (Clifton Collins Jr.) lorsqu'un témoin essentiel est enlevé. Red croit que le témoin a été pris par Le Marmiton (Tom Noonan), un expert en chimie qui utilise des produits chimiques pour dissoudre ses victimes, qui serait également responsable d'innombrables disparitions. Elizabeth fait appel à Lorca pour aider à capturer le Marmiton, seulement pour devenir le captif du Marmiton. Red et Ressler sont obligés de travailler ensemble. Ressler se fait passer pour un agent double quand ils rencontrent Lorca pour obtenir des informations de contact pour le Marmiton, dont le vrai nom de Stanley Kornish. Pendant ce temps, Elizabeth est torturée par Stanley avec des produits injectés visant à endormir son corps. Red trouve la cachette de Kornish, sauve Elizabeth et le tue en le poussant dans le bain chimique que Kornish avait préparé pour Elizabeth. Red vole également une photo de l'album contenant toutes les victimes de Kornish. Lorca, quant à lui, est de nouveau arrêté après son évasion. Elizabeth essaie de trouver quelque chose sur l'homicide perpétré et le lien avec son mari.

## Réception

### Audience
Diffusé aux États-Unis à 22h sur NBC le 14 octobre 2013 et en simultané au Canada sur la chaîne Global, Le Marmiton obtient une note de 3,0/8 sur l'échelle de Nielsen avec 10,93 millions de téléspectateurs, ce qui en fait l'émission la mieux notée dans son créneau horaire  et la treizième émission télévisée la plus regardée de la semaine. En outre, l'épisode a été vu par 5,524 millions de téléspectateurs en DVR dans les sept jours suivant sa diffusion initiale, ce qui porte le total à 16,452 millions de téléspectateurs.
Diffusé en France à 20h55 sur TF1 le 3 septembre 2014, The Blacklist prend la tête des audiences avec 6,86 millions de téléspectateurs, soit 27,8% du public.

### Accueil critique
Jason Evans du Wall Street Journal a qualifié l'épisode de « meilleur de la saison jusqu'ici ». Il a continué à louer la performance de Spader en tant que Raymond Reddington, notant que Spader « [a livré] toutes ses lignes avec une telle confiance et amusement ».
Phil Dyess-Nugent de The AV Club a donné à l'épisode un "C", notant que le spectacle « continue à avoir des problèmes conceptuels majeurs ». Il a comparé le rôle de Diego Klattenhoff en tant que Donald Ressler à celui de Cliff Barnes de Dallas, notant que Klattenhoff « continue d'inspirer un mélange d'irritation et de pitié comme Agent Ressler ».

## Autour de l'épisode
- Santiago Meza Lopez, qui a été surnommé le «Stew Maker», a avoué avoir débarrassé au moins 300 cadavres pendant une décennie en les jetant dans des tombes et en y versant de l'acide pour les laisser se dissoudre sous terre. Le personnage titre de cet épisode est similaire à la personne réelle[8].